# 18 and Life
18 and Life è il secondo singolo della rock band statunitense Skid Row estratto dal loro omonimo album di debutto del 1989.
Il brano è stato composto da Rachel Bolan e da "The Snake" Sabo ispirandosi alla storia, letta sul giornale, di un ragazzo che spara accidentalmente ad un amico uccidendolo e si ritrova condannato all'ergastolo (la pena per un omicidio del genere va da 18 anni all'ergastolo, da qui il titolo della canzone). Il relativo video musicale racconta appunto la storia di un ragazzo di nome Ricky, che si mette nei guai per un errore e finisce prigione.
È stato il singolo di maggior successo del gruppo, raggiungendo il quarto posto della Billboard Hot 100 e la posizione numero 11 della Mainstream Rock Songs. È stato certificato disco d'oro dalla RIAA il 13 settembre 1989, quando ha raggiunto la cifra di 500 000 copie vendute negli Stati Uniti. La canzone è inoltre apparsa nella raccolta 40 Seasons: The Best of Skid Row. L'allora cantante degli Skid Row, Sebastian Bach, ha eseguito una versione live di questa canzone nel suo album da solista Bring 'Em Bach Alive!. Appare anche come canzone suonabile nel videogioco musicale Guitar Hero Encore: Rocks the 80s
È stato giudicata la 60ª più grande canzone hard rock di tutti i tempi da VH1, ed è stata inoltre indicata la quinta più grande power ballad di tutti i tempi da Yahoo! Music.

## Classifiche
| Classifica (1989)             | Posizione massima |
| ----------------------------- | ----------------- |
| Stati Uniti                   | 4                 |
| Stati Uniti (mainstream rock) | 11                |